# 25695 Eileenjang
25695 Eileenjang (tên chỉ định: 2000 AD125) là một tiểu hành tinh vành đai chính. Nó được phát hiện bởi dự án Nghiên cứu tiểu hành tinh gần Trái Đất Lincoln ở Socorro, New Mexico, ngày 5 tháng 1 năm 2000. Nó được đặt theo tên Eileen Kao Jang, an American high school student whose environmental science project won second place ở the 2009 Giải thưởng Khoa học và Kỹ thuật Intel.